# 氪星
氪星（英語：Krypton）是DC漫畫所出版的漫畫書中的虛構星球，以氪元素命名，是超人的故鄉。氪星由杰理·西格爾和喬·舒斯特所創作，在1938年6月出版的《動作漫畫》第1期中被提及，並於1939年夏季在《超人》第1期中第一次出現。
氪星人是氪星的主要居民。氪星同时也是女超人、超级狗氪普托，以及超能女孩等的故鄉；不过超能女孩所在的氪星位於“地球二号”平行宇宙中，因此也被称作“二號氪星”。在漫畫中，氪星被描述在超人離開之後没有多久就毁滅了，但是具體的毁滅細節視時間線和具體作者的異同而定。

## 概况

《动作漫画》第866期（2008年8月出版）中的坎多市。
绘制：Gary FrankJon Sibal

在DC漫画所出版的漫画书中，氪星通常都被描绘成一个拥有非常先进文明的家园，但是当这个星球爆炸的时候，整个文明都被毁灭了。
正如最初所描写的那样，伴随着氪星的毁灭，氪星上所有的文明和种族都被灭绝了，只有超人 / 凱·艾爾例外。
因为在氪星即将遭受灭顶之灾的时候，卡·艾爾的父亲喬·艾爾将刚出生的他放在一艘逃生飞船上并送往地球，而凯尔·艾尔则在地球上成长为超人。
不过在其他版本的DC漫画故事中，除了超人之外，氪星还有其他倖存者在后来被陆续发现，例如：超级狗氪普托、女超人卡拉·佐·艾尔、卡娜·佐·艾爾的父母（他们生活在与“幻影区”相似的平行空间——“倖存区”）、幻影区的罪犯们、戴维·埃姆、超级猴贝波、坎多瓶装城市的居民、超人与女超人的真正父母等。
氪星的前首都坎多市被腦魔小型化之后，被超人夺回并安放在孤独堡垒。
从1980年代晚期到2000年代早期，氪星的倖存者被削减至剩下超人一人。
歼灭者在1989年作为一台非智能设备加入， 但却在1991年开始生出自我意识。
但是在最近的故事中，氪星的幸存者又恢复了超级少女、氪普托和坎多市的居民，同时还引入了一个新的倖存者——卡拉斯塔·沃·乌尔。
氪星文明的具体进步程度在不同的作品中也有不同的设定，在凯文·J·安德森的小说《氪星最后的日子（》里，氪星的文明被描述领先地球数个世纪；而在超人电影系列和《超人：钢铁之躯》中，氪星的文明领先地球数千年乃至数万年。

## 不同版本的氪星

### 黄金时代

#### 历史背景
当氪星第一次出现的时候，正是它被毁灭后才开始被描述，但是随着超人系列漫画的展开，氪星被证实是一颗类似地球的行星，只是它的年纪远远大于地球，并拥有诸多先进的科技。当然，氪星被毁灭的主要原因也是因为其星球年纪过老。
1939年，超人漫画首次在报纸连载，同时也开始对氪星的细节有了进一步的阐释，这其中包括介绍到几乎所有的氪星人都拥有超级体质，超级强壮和超级速度。
在早期有关氪星的漫画中，超人的父母被称呼为“乔·尔（Jor-L）”和“罗拉（Lora）”；直到1940年代，他们的姓名才被修改为现在所熟知的“乔·艾尔”和“拉娜”。
黄金时代的氪星几乎是一经定义之后，其设定就被各种修改，且很少有关这个时代氪星的相关文章。
而到了1960年代，随着DC漫画推出了“DC多元宇宙”之后，这个版本的氪星被宣布为“二號地球”宇宙中的氪星和超人。
所谓的“二號地球”宇宙指的就是黄金时代各超级英雄及相关角色的所属次元，在“二號地球”作为DC多元宇宙中第一个其他版本的次元之后，女超人卡娜·佐·艾爾作为这个氪星（也被称为“二號氪星”）的女超人被引入。
与白银时代的超级少女的成长经历故事不同，白银时代的超级少女在氪星被摧毁之前一直在亚果市成长至青春期，最后才被其父母被迫送至地球避难；氪星二号的佐·艾爾和亞露亞在凯拉还是婴儿的时候就将她送到了地球，并没有其在氪星生活的中间故事。
因为佐·尔在高能天体物理学方面的成就没有其哥哥乔·艾尔高，因此女超人比她堂兄超人花了更多的时间抵达地球，以致于她抵达地球时已经长大成为一个少女。
经过后来的故事证实，她是由二號地球宇宙中的超人和露易丝·莱恩所带来的，他们在那个宇宙已经结为夫妇。
卡·艾爾（超人）和卡娜·佐·艾爾（超能女孩）是氪星唯二的倖存者，这个设定与白银时代不符。
二號地球宇宙中并没有腦魔，因此氪星二号上的坎多市并没有被摧毁，故而也不需要超人将他们保存在地球上。
在黄金时代，超人最初并不知道自己来自氪星；直到《超人漫画》第61期中，超人才第一次知道氪星，并了解到自己是氪星的倖存者。
在遇到卡娜之前，超人也遇到了其他三个氪星的倖存者，他们分别是：鳥·班（U-Ban）、基佐（Kizo）和马拉；而他们也是超人父亲在氪星毁灭之前所放逐的罪犯。